# Burnsville, Minnesota
Burnsville, Minnesota là một thành phố thuộc quận Dakota trong tiểu bang Minnesota, Hoa Kỳ. Thành phố có diện tích km2, dân số theo điều tra năm 2000 của Cục điều tra dân số Hoa Kỳ là 60.306 người.
Burnsville có cự ly 15 dặm (24 km) về phía nam của trung tâm thành phố Minneapolis ở tiểu bang Minnesota của Hoa Kỳ. Thành phố nằm trên bờ phía nam của sông Minnesota, thượng nguồn từ hợp lưu với sông Mississippi. Burnsville và các vùng ngoại ô gần đó tạo thành phần phía nam của Minneapolis-Saint Paul, vùng đô thị lớn thứ 15 tại Hoa Kỳ, với khoảng 3,6 triệu dân. 
Được biết đến trong vùng đô thị này với trung tâm mua sắm lớn, Trung tâm Burnsville, thành phố cũng là một điểm thu hút giải trí với Alimagnet Dog Park, một phần của khu bảo tồn Murphy-Hanrehan, và 310 foot (94 m) theo chiều dọc trượt tuyết đỉnh đồi Buck. Động vật hoang dã sông Minnesota được bảo vệ trong khu trú ẩn động vật hoang dã quốc gia Thung lũng Minnesota.
Ban đầu là cộng đồng nông nghiệp nông thôn Ailen, Burnsville trở thành thành phố lớn thứ 10 trong tiểu bang Minnesotan theo cuộc tổng điều tra dân số 2000 sau khi xây dựng của xa lộ Interstate 35. Hiện tại ngoại ô thành phố lớn thứ sáu trong khu vực vùng đô thị và một "cộng đồng phòng ngủ" của cả hai thành phố Minneapolis và Saint Paul, thành phố hoàn toàn được xây dựng cuối những năm 2000. 
Burnsville tên là do một người định cư Ailen đầu và chủ sở hữu đất, William Byrne. Họ của ông được ghi nhận là "Burns" và không bao giờ được sửa chữa

## Lịch sử
Người Dakota Mdewakanton là những cư dân đầu tiên đã đi qua sông Minnesota, sau chim nước và th. hoang Là một phần của sự di cư lớn hơn của Mdewakanton từ khu vực tổ tiên của họ quanh Hồ Mille Lacs đến ngã ba sông của sông Minnesota và Mississippi, tù trưởng Black Dog, khoảng năm 1750, thành lập ban nhạc của mình tại một ngôi làng vĩnh viễn tại eo đất giữa Black Dog Lake (từ đó được đặt tên theo ông) và sông Minnesota, gần khu vực hiện tại của Nhà máy điện Black Dog. [8] Trại thường trú được báo cáo bởi những người định cư ban đầu là nơi sinh sống của hơn 250 người Dakota. Ở phía nam của Burnsville, Crystal Lake, được ghi nhận là "Minne Elk" được sử dụng cho cá, giải trí và chôn cất dồi dào. [9] Nó cũng là một nơi tập hợp nơi Dakota xem hươu hoặc bucks uống ở hồ từ đỉnh đồi Buck, trong đó được đặt tên bởi những người định cư đầu tiên chứng kiến hoạt động này. [8] Ba gò chôn cất lớn đã được phát hiện sau khi giải quyết châu Âu. [10] [11]
Các quốc gia Dakota nhượng lại đất vào năm 1851 và nhiều người chuyển đến làng trưởng của Shakopee - hiện tại Shakopee-Mdewakanton Ấn Độ đặt phòng ở gần đó trước hồ. [12] Những người định cư châu Âu đầu tiên là những người nông dân Ireland, Scotland và Na Uy đến từ Saint Paul. [13] Một trong những người định cư Ireland là William Byrne, người đã nhập cư vào năm 1840 từ Quận Kilkenny, Ireland đến Hamilton, Ontario, Canada. Năm 1855, ông định cư tại đường giao nhau ngày hôm nay của County Road 34 và Judicial Road gần đường Scott County, ngay phía đông nam của khu phố cổ Savage. Sau đó ông đã quyên góp đất đai cho một nhà thờ, trường học, và một nghĩa trang cũng như phục vụ Chủ tịch thị trấn. Năm 1858, Hội đồng Quận Dakota ủy quyền Thị trấn Byrnsville ở phía bắc của Sông Minnesota, phía đông của Eagan và Thung lũng Apple, phía nam của Lakeville, và phía tây của Scott County. Có một số sự mơ hồ nếu tên thực sự bắt nguồn từ William Byrne vì có những người có họ "Bỏng" sống trong khu vực (một biến thể của người Scotland). [14] Thư ký Thị Xã ghi nhận các biến thể giữa "Burns" và "Byrnes" nhưng tại thành phố thành lập những năm 1960, chính tả "Burnsville" đã chiếm ưu thế. Khu học chánh cũng được tổ chức trong thời gian này. Burnsville ban đầu bao gồm trung tâm thành phố ngày nay của Savage (sau đó được gọi là Hamilton) cho đến khi sửa đổi biên giới quận của cơ quan lập pháp. Những người định cư Ireland và Scotland lần này đã để lại tên của họ trên nhiều con đường và công viên và tôn giáo của họ trong các nhà thờ Presbyterian, Tin Lành và Công giáo. [14]
Lewis Judd đã thành lập khách sạn Lakeside trên bờ biển phía bắc của hồ Crystal vào năm 1880. [15] Khu nghỉ mát bao gồm thuyền cho thuê. [7]
Vào thế kỷ 19, Burnsville được coi là một quãng đường dài từ trung tâm thành phố Minneapolis. Đường sắt vào năm 1864 và Burnsville trở thành một thị trấn nghỉ mát, với những ngôi nhà nhỏ dọc theo Hồ Crystal cũng như Hồ Orchard và Hồ Marion ở Lakeville gần đó. [10] Phà Bloomington cung cấp các giao điểm qua sông cho đến năm 1889 khi cầu Phà Bloomington ban đầu được xây dựng. Đến năm 1920, Lyndale Avenue Drawbridge mở bên cạnh Black Dog Lake, mở rộng đường cao tốc bắc nam đầu tiên của Minneapolis đến các cộng đồng nông thôn ở miền nam Minnesota. Sau đó cây cầu, nâng cấp nhiều lần, sẽ được thay thế bằng cầu sông I-35W của Minnesota. Năm 1950, ngay trước khi bùng nổ nhà ở sau chiến tranh thế giới thứ II, Burnsville vẫn là một thị trấn yên tĩnh với dân số 583 người. Trường học được dạy trong một ngôi trường một phòng có tám điểm. [16]
Sau sự xuất hiện của Liên bang 35W vào năm 1960, hai thập kỷ tiếp theo đã chứng kiến sự bùng nổ dân số lớn nhất khi áp lực hậu chiến khiến cộng đồng phát triển với tốc độ nhanh. Thị trấn Byrnesville được chính thức thành lập vào năm 1964 sau khi đánh bại một nỗ lực sáp nhập của thành phố Bloomington. [17] Phát triển nhà ở hàng loạt theo sau và một cựu thị trưởng, Connie Morrison cho biết các nhà quản lý thành phố đã có tầm nhìn xa trong việc sản xuất các nút mua sắm trong khoảng cách đi bộ của hầu hết các ngôi nhà. [10] Thành phố đã trở thành một khu vực kéo dài khi Trung tâm Burnsville khai trương vào năm 1977 và đã sản xuất dải bán lẻ lớn trên đường County 42. [18] Những thập kỷ tiếp theo dẫn đến thế kỷ 21 đã giải quyết việc quản lý dân số và tăng trưởng của Burnsville dẫn đến việc cung cấp các lựa chọn giao thông thay thế, các dự án nhà ở đa dạng và cuối cùng là dự án "Trái tim của Thành phố". Thành phố tiếp cận xây dựng vào cuối những năm 1990 và thay đổi trọng tâm từ phát triển mới sang tái phát triển và phục hồi các cấu trúc hiện có. [19]
Hậu duệ của gia đình Byrne vẫn còn ở Minnesota lớn hơn với chính tả nguyên gốc trong họ của họ. Một người họ hàng dành riêng cho Trường Tiểu học William Byrne vào những năm 1960 đã xem xét kiến nghị để sửa lỗi chính tả nhưng hầu hết gia đình đã chuyển đi trong nhiều thập kỷ. [7]

## Chính Quyền và Luật Pháp
Burnsville hoạt động như một thành phố theo quy định của B theo Cơ quan Lập pháp Minnesota. Chính phủ bao gồm một hội đồng thành phố được bầu của một thị trưởng điều hành và bốn thành viên hội đồng. Tất cả bốn thành viên hội đồng được bầu lớn để phục vụ nhiệm kỳ bốn năm. Thời hạn bảo trợ đã được thay đổi từ hai đến bốn năm vào năm 2000. Các nhiệm vụ hành chính bao gồm việc làm của thành phố chịu trách nhiệm quản lý thành phố. Là một trong nhiều thành phố đô thị Minneapolis-Saint Paul, thành phố được yêu cầu phải thường xuyên gửi một Kế hoạch toàn diện chi tiết cơ sở hạ tầng và tiến độ phát triển cho Hội đồng Metropolitan.
Elizabeth B. Kautz từng là thị trưởng từ năm 1994, thay thế Ken Wolf (R), người được bầu vào Hạ viện Tiểu bang ở Quận 41B. Đã được bầu lại sáu lần, bà đã phục vụ hơn 14 năm. [33] Khuôn khổ hoạt động tiến bộ và quản lý tài chính của Kautz đã được nghiên cứu và có thể giải thích các cuộc bầu cử liên tiếp của bà. [34] Cô trích dẫn tiểu sử của mình, rằng cô đã giảm nợ của Burnsville, tăng cường cải thiện cơ sở hạ tầng, duy trì thuế bất động sản theo lịch trình giảm, thành lập một trung tâm thanh thiếu niên mới, và giám sát việc thành lập Cơ quan Quản lý Giao thông Minnesota. [33] [35]
Một trong những dự án tái phát triển chính của cô là Burnsville Heart of the City, được xác định thông qua tầm nhìn của cộng đồng như các khu vực thương mại giao nhau gần Burnsville Parkway và Nicollet Avenue. [33] Trong cuộc bầu cử tái đắc cử năm 2008, thành phần trung tâm nghệ thuật biểu diễn 1.000 chỗ trong khu vực đã được đối thủ coi là lạm dụng các quỹ công cộng đối với nghệ thuật. [36]
Thành phố này nằm trong Quận Thượng viện thứ 51 của Minnesota và Quận Thượng viện thứ 56 của Minnesota. Hiện nay, các thượng nghị sĩ tiểu bang là Jim Carlson (DFL), Quận 51, và Dan Hall (GOP), Quận 56. Các đại diện của tiểu bang là Sandra Masin (DFL), 51A, Drew Christensen (GOP), 56A và Roz Peterson (GOP)), 56B.
Burnsville nằm ở quận đại hội thứ hai của bang Minnesota, đại diện bởi Jason Lewis, một đảng Cộng hòa